# Euxoa medialis
Euxoa medialis (tên tiếng Anh: Median-banded Dart) là một loài bướm đêm thuộc họ Noctuidae. Nó được tìm thấy ở miền nam Manitoba và miền trung Wisconsin, phía tây đến tây nam Alberta và California; phía bắc đến miền nam Alberta và phía nam đến south-miền trung México.
Sải cánh dài khoảng 40 mm. Con trưởng thành bay vào tháng 9 ở Alberta.